# En runda till
En runda till, originaltitel  Druk, är en dansk film i regi av Thomas Vinterberg. Den hade internationell premiär på Toronto International Film Festival 12 oktober 2020 och biografpremiär i Sverige 9 april 2021. Filmen vann 2021 Oscar för bästa internationella långfilm 2020.

## Om filmen
Filmen handlar om fyra lärarkollegor som kastar sig ut i ett experiment för att kontrollera en teori från en norsk filosof som hävdar att människan borde ha en högre halt alkohol i blodet. Den utnämndes till Årets film vid European Film Awards 2020. Thomas Vinterberg fick pris för bästa regi och manus och Mads Mikkelsen som bästa manliga skådespelare. Filmen vann en Oscar för bästa internationella långfilm 2021 och Vinterberg nominerades i kategorin Bästa regi. En runda till nominerades även till en Golden Globe för bästa utländska film.
Vinterberg har tillägnat filmen sin dotter Ida Vinterberg som skulle ha haft en roll i filmen men omkom i en bilolycka samma vecka som inspelningarna startade.
Ledtema i filmen är låten What A Life av Scarlet Pleasure.

## Rollista i urval
- Mads Mikkelsen – Martin
- Thomas Bo Larsen – Tommy
- Magnus Millang – Nikolaj
- Lars Ranthe – Peter
- Maria Bonnevie – Anika
- Helene Reingaard Neumann – Amalie
- Susse Wold – rektorn